# سارا باور
سارا باور هي لاعبة هوكي الجليد كندية، ولدت في 11 مايو 1984 في سانت كاثرينز في كندا.